# Yeoryos Kónsolas
Yeoryos Kónsolas –en griego, Γεώργιος Κόνσολας– (17 de noviembre de 1990) es un deportista griego que compitió en remo. Ganó cuatro medallas en el Campeonato Mundial de Remo entre los años 2012 y 2016.

## Palmarés internacional
| Campeonato Mundial | Campeonato Mundial       | Campeonato Mundial | Campeonato Mundial  |
| Año                | Lugar                    | Medalla            | Prueba              |
| ------------------ | ------------------------ | ------------------ | ------------------- |
| 2012               | Plovdiv (Bulgaria)       | Medalla de plata   | Cuatro scull ligero |
| 2013               | Chungju (Corea del Sur)  | Medalla de oro     | Cuatro scull ligero |
| 2014               | Ámsterdam (Países Bajos) | Medalla de oro     | Cuatro scull ligero |
| 2016               | Róterdam (Países Bajos)  | Medalla de bronce  | Cuatro scull ligero |